# Lotus preslii
Lotus preslii är en ärtväxtart som beskrevs av Michele Tenore. Lotus preslii ingår i släktet käringtänder, och familjen ärtväxter. Inga underarter finns listade i Catalogue of Life.